# Primera División de fútbol sala 2012-13
La temporada 2012-13 de Primera División de fútbol sala fue la 24ª edición de la máxima competición de la Liga Nacional de Fútbol Sala de España.
El campeonato consta de una fase regular a ida y vuelta con 14 equipos. Al término de la misma, los ocho primeros se clasifican para los playoff por el título, mientras que los dos últimos descienden a División de Plata y el antepenúltimo juega una promoción de permanencia contra el tercer posicionado de la segunda categoría.
Por los problemas económicos de diversos equipos que han tenido que descender de categoría la competición ha pasado de 16 a 14 equipos.

## Equipos participantes
| - ElPozo Murcia - Inter Movistar - Caja Segovia FS - FC Barcelona Alusport - Triman Navarra - Santiago Futsal - Azkar Lugo FS | - Puertollano Fútbol Sala - Ribera Navarra Fútbol Sala - Sala 10 Zaragoza - Fisiomedia Manacor - Marfil Santa Coloma - Gáldar Gran Canaria - Burela Pescados Rubén |

| FC Barcelona Alusport                        | Barcelona              | Marc Carmona         | Palau Blaugrana                   | 7.500 | Nike    |
| ElPozo Murcia                                | Murcia                 | "Duda"               | Palacio de Deportes de Murcia     | 7.500 | Penalty |
| Inter Movistar                               | Alcalá de Henares      | Jesús Velasco        | Pabellón Cajamadrid               | 4.500 | Joma    |
| Xacobeo Lobelle Santiago                     | Santiago de Compostela | Santiago Valladares  | Multiusos Fontes do Sar           | 6.500 | Macron  |
| Fisiomedia Manacor                           | Manacor                | Tomás De Dios López  | Palma Arena                       | 5.000 | Macron  |
| Caja Segovia FS                              | Segovia                | David Madrid Sánchez | Municipal Pedro Delgado           | 3.000 | Kelme   |
| Umacom Zaragoza                              | Zaragoza               | Santi Herrero        | Pabellón Siglo XXI                | 2.800 | Joma    |
| Azkar Lugo FS                                | Lugo                   | Diego Ríos           | Pavillón dos Deportes             | 2.200 | Lotto   |
| Marfil Santa Coloma                          | Santa Coloma           | Xavier Passarrius    | Municipal Jacint Verdaguer        | 2.400 | Kelme   |
| Puertollano Fútbol Sala                      | Puertollano            | David Ramos          | Polideportivo Antonio Rivilla     | 2.000 | Joma    |
| Ríos Renovables Rivera Navarra               | Tudela                 | José Lucas Mena      | José Antonio Elola                | 1.000 | Joma    |
| Gáldar Gran Canaria                          | Gáldar                 | Jesús Méndez         | Juan Vega Mateos                  | 1.500 | Zeus    |
| Burela Pescados Rubén                        | Burela                 | Jesús Méndez Álamo   | Municipal de Vista Alegre         | 1.400 | Joma    |
| Triman Navarra                               | Pamplona               | Imanol Arregui       | Pabellón Universitario de Navarra | 3.000 | Lotto   |
| Datos actualizados a 7 de septiembre de 2012 |                        |                      |                                   |       |         |

### Equipos por comunidades autónomas
| Comunidad autónoma  | N.º | Equipos                                                |
| ------------------- | --- | ------------------------------------------------------ |
| Galicia             | 3   | Azkar Lugo FS, Burela Pescados Rubén y Santiago Futsal |
| Navarra             | 2   | Ribera Navarra Fútbol Sala, Triman Navarra             |
| Cataluña            | 2   | FC Barcelona Alusport y Marfil Santa Coloma            |
| Aragón              | 1   | Sala 10 Zaragoza                                       |
| Canarias            | 1   | Gáldar Gran Canaria                                    |
| Castilla-La Mancha  | 1   | Puertollano Fútbol Sala                                |
| Castilla y León     | 1   | Caja Segovia FS                                        |
| Comunidad de Madrid | 1   | Inter Movistar                                         |
| Islas Baleares      | 1   | Fisiomedia Manacor                                     |
| Región de Murcia    | 1   | ElPozo Murcia                                          |

## Liga regular

### Clasificación
|  |     | Equipos de fútbol     | Pts | PJ | G  | E | P  | GF  | GC  | Dif |
|  | --- | --------------------- | --- | -- | -- | - | -- | --- | --- | --- |
|  | 1.  | FC Barcelona Alusport | 67  | 26 | 22 | 1 | 3  | 133 | 45  | +88 |
|  | 2.  | ElPozo Murcia         | 59  | 26 | 18 | 5 | 3  | 117 | 62  | +55 |
|  | 3.  | Inter Movistar        | 57  | 26 | 18 | 3 | 5  | 103 | 50  | +53 |
|  | 4.  | Caja Segovia FS       | 53  | 26 | 17 | 2 | 7  | 103 | 79  | +24 |
|  | 5.  | Umacon Zaragoza       | 47  | 26 | 15 | 2 | 9  | 83  | 75  | +8  |
|  | 6.  | Triman Navarra        | 45  | 26 | 13 | 6 | 7  | 91  | 82  | +9  |
|  | 7.  | Santiago Futsal       | 43  | 26 | 13 | 4 | 9  | 85  | 71  | +14 |
|  | 8.  | Ribera Navarra FS     | 36  | 26 | 11 | 3 | 12 | 88  | 96  | -8  |
|  | 9.  | Marfil Santa Coloma   | 32  | 26 | 10 | 2 | 14 | 110 | 123 | -13 |
|  | 10. | Azkar Lugo FS         | 21  | 26 | 5  | 6 | 15 | 75  | 115 | -40 |
|  | 11. | Fisiomedia Manacor    | 21  | 26 | 4  | 9 | 13 | 64  | 81  | -17 |
|  | 12. | Burela Pescados Rubén | 19  | 26 | 4  | 7 | 15 | 48  | 87  | -39 |
|  | 13. | Gáldar Gran Canaria   | 8   | 26 | 2  | 2 | 22 | 54  | 109 | -55 |
|  | 14. | Puertollano FS        | 7   | 26 | 3  | 2 | 21 | 37  | 116 | -79 |

Pts = Puntos; PJ = Partidos Jugados; G = Partidos Ganados; E = Partidos Empatados; P = Partidos Perdidos; GF = Goles Anotados; GC = Goles Recibidos; Dif = Diferencia de gol

(1) Puertollano FS sancionado con -4 puntos.

(2) El Caja Segovia FS jugó el play-off pero descendió por problemas económicos y se inscribió en Segunda División.

|  | Clasificado para la fase final por el título |
|  | Promoción de permanencia                     |
|  | Descendido a Segunda División                |

## Fase final por el título

### Cuadro de partidos
|  | Cuartos de final                            | Cuartos de final                            |                 |                       | Semifinales                                 | Semifinales                                 |  |                       | Final                                         | Final                                         |  |
|  | 17 de mayo - 26 de mayo Mejor de 3 partidos | 17 de mayo - 26 de mayo Mejor de 3 partidos |                 |                       | 31 de mayo - 9 de junio Mejor de 3 partidos | 31 de mayo - 9 de junio Mejor de 3 partidos |  |                       | 12 de junio - 21 de junio Mejor de 5 partidos | 12 de junio - 21 de junio Mejor de 5 partidos |  |
|  |                                             |                                             |                 |                       |                                             |                                             |  |                       |                                               |                                               |  |
|  |                                             |                                             |                 |                       |                                             |                                             |  |                       |                                               |                                               |  |
|  | FC Barcelona Alusport                       | 2                                           |                 |                       |                                             |                                             |  |                       |                                               |                                               |  |
|  | FC Barcelona Alusport                       | 2                                           |                 |                       |                                             |                                             |  |                       |                                               |                                               |  |
|  | Ribera Navarra FS                           | 0                                           |                 |                       |                                             |                                             |  |                       |                                               |                                               |  |
|  | Ribera Navarra FS                           | 0                                           |                 | FC Barcelona Alusport | 2                                           |                                             |  |                       |                                               |                                               |  |
|  |                                             |                                             |                 | FC Barcelona Alusport | 2                                           |                                             |  |                       |                                               |                                               |  |
|  |                                             |                                             | Caja Segovia FS | 1                     |                                             |                                             |  |                       |                                               |                                               |  |
|  | Caja Segovia FS                             | 2                                           | Caja Segovia FS | 1                     |                                             |                                             |  |                       |                                               |                                               |  |
|  | Caja Segovia FS                             | 2                                           |                 |                       |                                             |                                             |  |                       |                                               |                                               |  |
|  | Umacon Zaragoza                             | 0                                           |                 |                       |                                             |                                             |  |                       |                                               |                                               |  |
|  | Umacon Zaragoza                             | 0                                           |                 |                       |                                             |                                             |  | FC Barcelona Alusport | 3                                             |                                               |  |
|  |                                             |                                             |                 |                       |                                             |                                             |  | FC Barcelona Alusport | 3                                             |                                               |  |
|  |                                             |                                             | ElPozo Murcia   | 1                     |                                             |                                             |  |                       |                                               |                                               |  |
|  | ElPozo Murcia                               | 2                                           | ElPozo Murcia   | 1                     |                                             |                                             |  |                       |                                               |                                               |  |
|  | ElPozo Murcia                               | 2                                           |                 |                       |                                             |                                             |  |                       |                                               |                                               |  |
|  | Santiago Futsal                             | 1                                           |                 |                       |                                             |                                             |  |                       |                                               |                                               |  |
|  | Santiago Futsal                             | 1                                           |                 | ElPozo Murcia         | 2                                           |                                             |  |                       |                                               |                                               |  |
|  |                                             |                                             |                 | ElPozo Murcia         | 2                                           |                                             |  |                       |                                               |                                               |  |
|  |                                             |                                             | Inter Movistar  | 1                     |                                             |                                             |  |                       |                                               |                                               |  |
|  | Inter Movistar                              | 2                                           | Inter Movistar  | 1                     |                                             |                                             |  |                       |                                               |                                               |  |
|  | Inter Movistar                              | 2                                           |                 |                       |                                             |                                             |  |                       |                                               |                                               |  |
|  | Triman Navarra                              | 0                                           |                 |                       |                                             |                                             |  |                       |                                               |                                               |  |
|  | Triman Navarra                              | 0                                           |                 |                       |                                             |                                             |  |                       |                                               |                                               |  |
|  |                                             |                                             |                 |                       |                                             |                                             |  |                       |                                               |                                               |  |

| Campeón de la Liga Nacional de Fútbol Sala |
| ------------------------------------------ |
| FC Barcelona Alusport Tercer título        |